# Aja (grup ètnic)
Els aja (o adja) són els membres d'un grup ètnic que parlen la llengua aja i que viuen a l'oest de Benín, als departaments de Kouffo, Mono i Zou i a l'est de Togo, a les regions dels Altiplans i la Regió Marítima. Els aja són un grup de pobles guineans, el seu codi ètnic NAB59e i el seu ide és 10158.
Segons l'ethnologue existeixen 512.500 aja i segons el joshuaproject n'hi ha 671.000.
Segons Cortés López, els aja componen un grup d'ètnies, en el que també hi ha els fon i els eguns. Aquests, abans de fundar el regne de Tado, havien tingut el seu territori a la ciutat ioruba de Ketu, a l'actual Benín.

## Aja a Benín
Segons l'ethnologue el 2006 hi havia 360.000 aja a Benín i segons el joshuaproject n'hi ha 481.000.

### Situació geogràfica i pobles veïns
A Benín el 2006 hi havia 360.000 'aja (segons el joshuaproject n'hi ha 481.000). El seu territori està situat al sud-oest del riu Mono, als municipis d'Aplahoué, Djakotomé, Dogbo, Klouékanmè, Lalo i Tovinklin, al departament de Kouffo, als municipis d'Ahiémè i Houéyogbé, al departament de Mono, i als municipis de Djidja i d'Agbangnizoun, al departament de Zou. A banda, també es parla a la ciutat de Cotonou i a altres ciutats multilingües del sud de Benín.
A Benín hi ha dos territoris aja: El més petit està al nord-oest del departament de Mono i limita amb Togo, a l'oest, amb watxis, al sud, amb els saxwes, a l'est i amb els kotafons, al nord. El segon, és molt més extens i està als departaments de Kouffo i de Zou. Aquest limita a l'oest amb Togo, al sud té com a veïns els kotafons i els saxwes, els cis i els fon, a l'est i els agunes al nord.

### Religió
El 45,9% dels aja de Benín són cristians, el 30% creuen en religions africanes tradicionals, el 24% són musulmans i hi ha una petita minoria del 0,1% que creuen en altres religions. Dels cristians, el 58% són catòlics, el 25% pertanyen a esglésies independents, el 14% són protestants i el 3% pertanyen a altres esglésies. Segons el joshuaproject, l'11% dels cristians pertanyen al moviment evangèlic.

## Aja a Togo

### Situació geogràfica i pobles veïns
A Togo el 2002 hi havia 152.500 aja. Segons el joshuaproject n'hi ha 190.000. El seu territori està situat a les prefectures d'Haho, Mono MItjà i Ogou a l'extrem sud-est de la regió dels Altiplans, a la riba del riu Mono, al sud-est de la ciutat d'Atakpame i a les prefectures de Baix Mono i de Yoto, a l'est del riu Mono, a la Regió Marítima.
A Togo també es parla l'aja en dos territoris diferents. El primer és una petita zona de la regió Marítima que està a la riba occidental del riu Mono i fa frontera amb els aja de Benín a l'est i amb els watxis al nord, oest i sud. El segon és un extens territori a les dues ribes del riu Mono que té a l'est l'estat de Benín. Els watxis viuen al sud d'aquest territori, a l'oest hi viuen els lames, els kabiyès, els ewes i els fons i al nord tenen com a veïns els agunes.

### Religió i creences
El 45% dels aja de Togo creuen en religions africanes tradicionals, el 40% són cristians i el 15% són musulmans. Tenint en compte els aja cristians, el grup més gran pertanyen als catòlics (60%) i un 40% són protestants. El 9% dels aja cristians pertanyen al moviment evangèlic.

## Història
La tradició aja afirma que els aja van emigrar fins al sud de Benín des de la ciutat de Tado, al sud-est de la regió dels Altiplans, a la riba del riu Mono entre el segle xii i el segle xiii.
A principis del segle XVII tres prínceps germans, Kokpon, Do-Aklin i Te-Agdanlin van lluitar pel domini del Regne i el van dividir en tres parts. El primer va prendre el control de la capital del Gran Ardra, la ciutat d'Allada, Do-Aklin va fundar la ciutat d'Abomey i Te-Aglandin va fundar el Petit Adra, que posteriorment es va passar a anomenar Ajatche i els comerciants portuguesos van anomenar Porto Novo.
Els aja d'Abomey es van barrejar amb la tribu local i van formar el nou poble dels fon (o Dahomey), que han esdevingut el grup ètnic més nombrós de Benín. També hi ha fonts que afirmen que els aja foren els dominadors del regne de Dahomey fins que els francesos el conquerissin el 1893.

### Els aja al comerç d'esclaus atlàntic
Fins a finals del segle xviii, la majoria dels africans que foren portats a Amèrica en el comerç d'esclaus atlàntic que provenien de la zona del Golf de Benín, i dels actuals Togo i Ghana foren aja, fon, ewes i adans. A partir d'aquell moment, els iorubes foren les principals víctimes del comerç d'esclaus de la zona.
Segons P.M.G Harris el 90% dels que van ser agafats captius al Golf de Benín fins al 1740 per a ser portats a Amèrica per a ser esclaus foren aja. Durant les dècades de 1640 a 1660 els aja van ser el 70% de l'stock dels futurs esclaus capturats a la regió. El Regne de Dahomey fou la principal força de la zona que capturava esclaus per als comerciants europeus, ja que fins a la dècada de 1830 els era més rendible econòmicament vendre persones als europeus que utilitzar-los per a treballar al camp, segons Manning. Tot i això, a partir de la dècada de 1740 va augmentar molt la demanda de persones per a exportar-les a Amèrica i això va fer que els aja no fossin suficients i que calgués anar a buscar persones d'altres grups humans per a respondre a les necessitats europees. Així, diversos pobles voltaics de l'interior, van començar a ser víctimes de la trata. A la segona meitat del segle xviii membres d'aquests pobles voltaics van començar a ser el principal grup víctima del comerç d'esclaus. A més, entre el 1680 i el 1830, la zona de la Costa dels Esclaus va començar a ser cada vegada més important en el nombre de persones enviades a Amèrica; aquests eren sobretot iorubes, nupes i hausa.
A principis del segle xviii la població dels aja va començar a disminuir degut a l'exportació de persones i la densitat d'habitants de la zona meridional dels actuals Benín i Togo va minvar. Això va provocar que el sistema d'obtenció de persones per a l'exportació es va expandir des del Golf de Benín cap a zones frontereres, primer cap a l'interior del regne de Dahomey i després cap a l'est, cap a l'actual Nigèria.

### Emigració dels aja a l'època contemporània
Degut a l'alta densitat de població de la zona fronterera del sud de Togo i Benín i de la mancança de terres agrícoles, hi ha molts aja que han emigrat del seu territori per a buscar nous territoris agrícoles o han emigrat cap a les ciutats per a treballar-hi. Així, al llarg de tota la zona costanera de Togo i Benín hi ha membres del poble aja, així com al sud de Nigèria i a Gabon. Entre les ciutats en les que hi ha comunitats aja destacades hi ha Cotonou, Lomé, Lagos i Libreville.

## Llengua
Els aja parlen la llengua gbe Aja, llengua que comparteixen amb els hwes. Els aja de Benín són trilingües i també parlen el francès i el fon, que es considera la llengua franca del sud de Benín. Els aja de Togo i Ghana també parlen la llengua ewe.

## Economia
Els aja són principalment agricultors i produeixen blat de moro, mill, mandioca i plàtan de cuinar.

## Els aja i el vudú
Hi ha fonts històriques que afirmen que el vudú es va originar entre els aja.